# Miconia brenesii
Miconia brenesii är en tvåhjärtbladig växtart som beskrevs av Paul Carpenter Standley. Miconia brenesii ingår i släktet Miconia och familjen Melastomataceae.
Artens utbredningsområde är Costa Rica. Inga underarter finns listade i Catalogue of Life.